# Distrito de Chamba
Chamba (en hindi; चंबा) es un distrito de la India en el estado de Himachal Pradesh. Código ISO: IN.HP.CH.
Comprende una superficie de 6 528 km².
El centro administrativo es la ciudad de Chamba.

## Demografía
Según censo 2011 contaba con una población total de 518 844 habitantes, de los cuales 257 996 eran mujeres y 260 848 varones.